# Edvard Londeman Rosencrone
Edvard Londeman greve Rosencrone (5. juli 1680 på Island – 16. september 1749) var en dansk biskop og greve, far til Marcus Gerhard Rosencrone.
Edvard Londeman blev baccalaureus i 1699 og fik ved passende forbindelser stilling som sognepræst i Skelund Sogn. Herfra tog han magistergraden i 1706, hvilket åbnede for forfremmelser. Hans drømme om et bispeembede gik dog i første omgang i vasken. Han blev i stedet provst i 1724 fulgt af professor i filosofi ved Københavns Universitet tre år senere.
Nogle år senere flyttede han til Bergen, hvor han blev lektor og senere højesteretsassessor. I 1735 fik han omsider sit bispeembede i Bergen.
Londeman var en sparsommelig mand, der efterhånden blev jordbesidder med opkøb af blandt andet Nøragergård. I begyndelsen af 1749 blev hans indsatser belønnet med en grevetitel, hvor han tog navnet Rosencrone. Han fik Rosendal som sit stamhus, men nåede knap at få glæde af det, idet han døde få dage herefter.